# 著作道書き上げ
『著作道書き上げ』（ちょさくどうかきあげ）は明治5年（1872年）、仮名垣魯文と条野有人（採菊）の連名で教務省に出された上申書。
このころ、明治政府の教務省は「三条の教憲」にもとづき、宗教・芸能・文芸を民衆の教化に役立てようとした。この方針のもと諸芸能の組織化が模索され、戯作者である仮名垣、条野も、政府の調査に応じ、「其他両三名のみ（本文）」の四～五名で組合に類するものを結成しようとしたらしい。『著作道書き上げ』はその折に政府に提出した上申書で東京日日新聞にも掲載された。『著作道書き上げ』の本文は、前半3分の2ほどで戯作の歴史を述べたのち、「教則三条のご趣旨にもとづき著作つかまつるべし」と政府の方針に従うことを上申している。